# Протистология
Протистология — раздел биологии, посвящённый изучению протист.
Изучение протист началось в XVII веке. Их впервые наблюдал в изобретённый им микроскоп А. Левенгук. В 1786 году датский зоолог О. Ф. Мюллер опубликовал описание более 370 видов микроорганизмов. В XVII веке и начале XIX века одноклеточное строение протист не было понятно. Х. Эренберг полагал, что они являются хоть и микроскопическими, но сложно устроенными организмами, обладающими органами. Одноклеточная природа протист была впервые описана К. Зибольдом. Эти представления развил О. Бючли.
Протистология сформировалась как обособленная дисциплина в конце XIX века, во многом благодаря усилиям Эрнста Геккеля, введшего в научный оборот название «протисты» (первейшие). Значительное развитие получила в связи развитием микроскопической техники (прежде всего, с усовершенствованием светового микроскопа и созданием фазово-контрастных приставок, а затем — с развитием электронной микроскопии) и методов молекулярной биологии и геномики.
В отношении предмета исследования частично или полностью перекрывается с более традиционными дисциплинами: альгологией (посвященной изучению водорослей), микологией (в части «низших» грибов) и протозоологией (посвященной изучению «простейших животных» — подвижных протистов, лишенных хлоропластов; сейчас именно они в российской науке и называются простейшими).